# CREB1
CREB1 (англ. CAMP responsive element binding protein 1) – білок, який кодується однойменним геном, розташованим у людей на короткому плечі 2-ї хромосоми.  Довжина поліпептидного ланцюга білка становить 341 амінокислот, а молекулярна маса — 36 688.
| 10         |  | 20         |  | 30         |  | 40         |  | 50         |
| ---------- |  | ---------- |  | ---------- |  | ---------- |  | ---------- |
| MTMESGAENQ |  | QSGDAAVTEA |  | ENQQMTVQAQ |  | PQIATLAQVS |  | MPAAHATSSA |
| PTVTLVQLPN |  | GQTVQVHGVI |  | QAAQPSVIQS |  | PQVQTVQSSC |  | KDLKRLFSGT |
| QISTIAESED |  | SQESVDSVTD |  | SQKRREILSR |  | RPSYRKILND |  | LSSDAPGVPR |
| IEEEKSEEET |  | SAPAITTVTV |  | PTPIYQTSSG |  | QYIAITQGGA |  | IQLANNGTDG |
| VQGLQTLTMT |  | NAAATQPGTT |  | ILQYAQTTDG |  | QQILVPSNQV |  | VVQAASGDVQ |
| TYQIRTAPTS |  | TIAPGVVMAS |  | SPALPTQPAE |  | EAARKREVRL |  | MKNREAAREC |
| RRKKKEYVKC |  | LENRVAVLEN |  | QNKTLIEELK |  | ALKDLYCHKS |  | D          |

A: Аланін

C: Цистеїн

D: Аспарагінова кислота

E: Глутамінова кислота

F: Фенілаланін

G: Гліцин

H: Гістидин

I: Ізолейцин

K: Лізин

L: Лейцин

M: Метіонін

N: Аспарагін

P: Пролін

Q: Глутамін

R: Аргінін

S: Серин

T: Треонін

V: Валін

Кодований геном білок за функціями належить до активаторів, фосфопротеїнів. 
Задіяний у таких біологічних процесах як взаємодія хазяїн-вірус, транскрипція, регуляція транскрипції, біологічні ритми, диференціація, поліморфізм, альтернативний сплайсинг. 
Білок має сайт для зв'язування з ДНК. 
Локалізований у ядрі.